# Luny Tunes Presents: Calle 434
Luny Tunes Presents: Calle 434 (también estilizado como Calle 434: Los discípulos) es un álbum recopilatorio del dúo de productores Luny Tunes, siendo el primer material dentro de su alianza con Fuego Entertainment Music International (FEMI).
Las canciones que conforman este álbum son éxitos o beats creados por Luny Tunes y sus productores asociados desde el 2005 hasta el 2008, con versiones ligeramente editadas de «Mírame» y «Es mejor olvidarlo».

## Lista de canciones
| N.º   | Título                                                         | Duración |  |
| 1.    | «Pa' que la pases bien» (Arcángel)                             | 3:32     |  |
| 2.    | «Te abrazaré» (Erre XI)                                        | 3:48     |  |
| 3.    | «Huele a rosa» (Dyland & Lenny)                                | 3:21     |  |
| 4.    | «Ahí eh» (Arcángel)                                            | 4:09     |  |
| 5.    | «Prueba de amor» (Chelion)                                     | 4:28     |  |
| 6.    | «Al desnudo (Remix)» (Erre XI con Arcángel y Franco El Gorila) | 4:18     |  |
| 7.    | «Si» (Arcángel)                                                | 3:47     |  |
| 8.    | «Sol y arena» (Jadiel)                                         | 3:57     |  |
| 9.    | «Mírame» (Daddy Yankee con Deevani)                            | 3:53     |  |
| 10.   | «Say It» (Ektor)                                               | 3:25     |  |
| 11.   | «Striper» (La Sista)                                           | 3:24     |  |
| 12.   | «Freaky» (Joey Montana)                                        | 4:27     |  |
| 13.   | «Ni una lágrima» (Joey Montana)                                | 3:42     |  |
| 14.   | «Es mejor olvidarlo» (Zion & Lennox con Baby Ranks)            | 3:51     |  |
| 15.   | «Trance» (Instrumental)                                        | 2:21     |  |
| 56:25 |                                                                |          |  |